# Best of Me (Daniel Powter)
Best of Me è un singolo del cantante canadese Daniel Powter, pubblicato il 24 settembre 2008 come secondo estratto dal terzo album in studio Under the Radar.

## Tracce
CD Singolo
1. Best of Me (Radio Edit) – 3:42
2. Best of Me (Album Version) – 3:57

## Classifiche
| Classifica (2009) | Posizione massima |
| ----------------- | ----------------- |
| Svizzera          | 40                |